# Norrbyskärs kyrksal
Norrbyskärs kyrksal är en kyrkolokal som ingår i Hörnefors församling i Luleå stift, belägen på ön Norrbyskär söder om Hörnefors. Kyrksalen är inrymd på övervåningen i det gamla skolhuset.
Kyrksalen tillkom i samband med att sågverket anlades på Norrbyskär i slutet av 1800-talet. Ön hörde då till Nordmalings församling, men det var långt och besvärligt för arbetarna att ta sig till Nordmalings kyrka, och därför bekostade sågverkets ägare, Mo och Domsjö AB, en lokal. Eftersom många av arbetarna flyttat till ön från Mo i norra Ångermanland utformades kyrksalens altaruppsättning och predikstol med Mo kyrka som förebild.
När Mo och Domsjö AB byggt en sulfitfabrik i Hörnefors lät man bygga Hörnefors kyrka 1908. Därmed tillkom även Hörnefors församling. Till Hörnefors var det inte så långt att ta sig från Norrbyskär. Hädanefter kom prästen från Hörnefors till Norrbyskär några gånger om året för att hålla gudstjänst i kyrksalen, medan befolkningen annars fraktades med kyrkpråm eller färdades över isen till Hörnefors.
Någon begravningsplats har aldrig funnits på Norrbyskär, utan begravningar skedde ursprungligen i Nordmaling och därefter i Hörnefors.
Skolbyggnaderna, inklusive kyrksalen, donerades till Stiftelsen Norrbyskärs Ungdomsgård av Mo och Domsjö 1968. Stiftelsen bildades av församlingarna inom dåvarande Ume och Öre kontrakt. Tillsammans utgör byggnaderna sedan dess en lägergård som framför allt används för konfirmationsläger.